# 卡恩杜库尔
卡恩杜库尔（Kandukur），是印度安得拉邦Prakasam县的一个城镇。总人口50084（2001年）。

## 人口
该地2001年总人口50084人，其中男性25451人，女性24633人；0—6岁人口5454人，其中男2775人，女2679人；识字率63.19%，其中男性为71.51%，女性为54.59%。